# برهنگی در منهتن
«برهنگی در منهتن» (به انگلیسی: Naked in Manhattan) ترانه‌ای از خواننده-ترانه‌پرداز آمریکایی چپل رون می‌باشد که در ۱۸ فوریهٔ سال ۲۰۲۲ به‌صورت مستقل منتشر گردید. این ترانه بعدها از سوی سوی امیوزمنت رکوردز و آیلند رکوردز تبدیل به تک‌آهنگ اصلی نخستین آلبوم وی تحت عنوان از عرش تا فرش یک پرنسس غرب میانه شد. همچنین این ترانه در ۱۶ دسامبر سال ۲۰۲۴ به‌عنوان بی‌ساید «پینک پونی کلاب» منتشر گردید. وی این ترانه را با دن نیگرو و اسکایلر استون‌استریت نوشته و دن نیگرو تهیه‌کنندگی را برعهده داشته‌است. «برهنگی در منهتن» یک ترانهٔ رقص، دنس پاپ، دیسکو-پاپ و سینث-پاپ درمورد کراش زدن روی یک دختر برای اولین بار می‌باشد که آن را با احساسات نیویورک مورد مقایسه قرار می‌دهد.